# الاتحاد الأردني للتنس
الاتحاد الأردني للتنس وهو الاتحاد الرياضي الرسمي الذي يشرف على رياضة التنس الأرضي (كرة المضرب) في المملكة الأردنية الهاشمية، وقد تأسس عام 1980. الاتحاد الأردني للتنس هو عضو في الاتحاد الدولي لكرة المضرب، وجزء رئيسي من اللجنة الأولمبية الأردنية.

## تاريخ
تأسس الاتحاد الأردني للتنس عام 1980 بمبادرة من الملك الأردني الحسين بن طلال، وخصيصًا لذلك فقد أنشئ الملك الحسين بن طلال ملاعبًا للتنس في مدينة الحسين الرياضية للشباب بلغ عددها ستة ملاعب.

## رئاسة الاتحاد
تتولى الأميرة لارا فيصل منذ سنوات الرئاسة الفخرية للاتحاد الأردني للتنس، والأميرة لارا هي أيضًا رئيسة اللجنة المنظمة العليا لـ «مهرجان Lexus للتنس».
في مارس 2022 اُنتخب مجلس إدارة جديد للاتحاد الأردني للتنس، ضمّ المجلس عدد من الأعضاء ممثلين عن فئات مختلفة في الاتحاد، أعقب ذلك عقد المجلس اجتماعه الأول لتوزيع المناصب، واُختير لاعب التنس السابق «خالد نفاع»، في منصب رئيس مجلس الإدارة.

## منتخب الاتحاد
للاتحاد الأردني للتنس منتخب وطني رسمي يمثل الأردن في البطولات العالمية، وينقسم المنتخب إلى قسمين؛ الأول للرجال والثاني للنساء، وهما:
- منتخب الأردن لكأس ديفيز: وهو ممثل الاتحاد الأردني للتنس في كأس ديفيز للتنس للرجال.
- منتخب الأردن لكأس فيد: وهو ممثل الاتحاد الأردني للتنس في كأس فيد للتنس للسيدات.

## مقر الاتحاد
يقع مقر الاتحاد الأردني للتنس في مدينة الحسين الرياضية للشباب بالعاصمة الأردنية عمان.

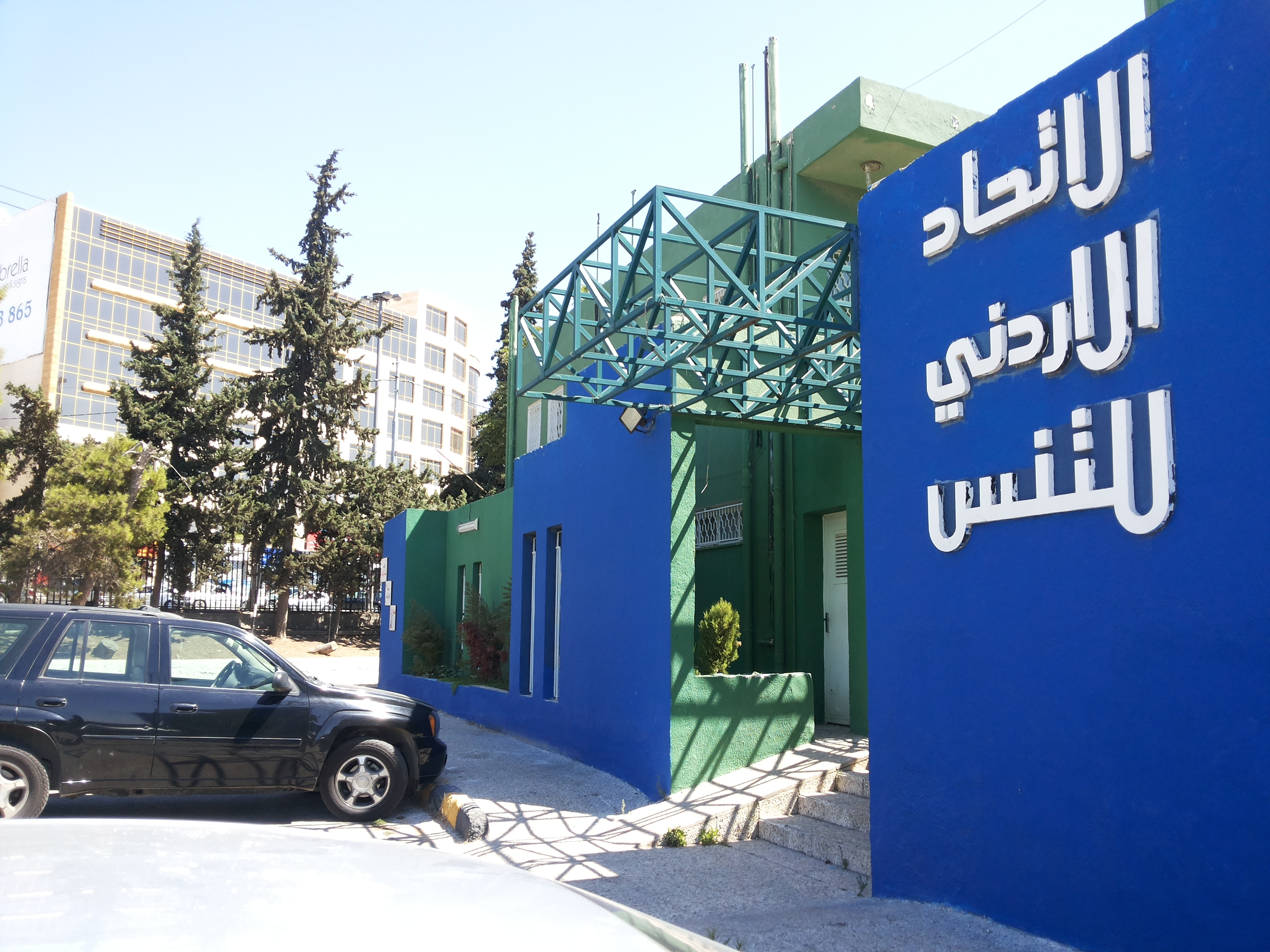
مقر الاتحاد

## ملاعب الاتحاد
للاتحاد الأردني للتنس ملاعب تنس خاصة بالاتحاد تقع في مدينة الحسين الرياضية للشباب في العاصمة الأردنية عمان، حيث يقوم الاتحاد الأردني للتنس باستضافة بطولات التنس المحلية والدولية في هذه الملاعب.

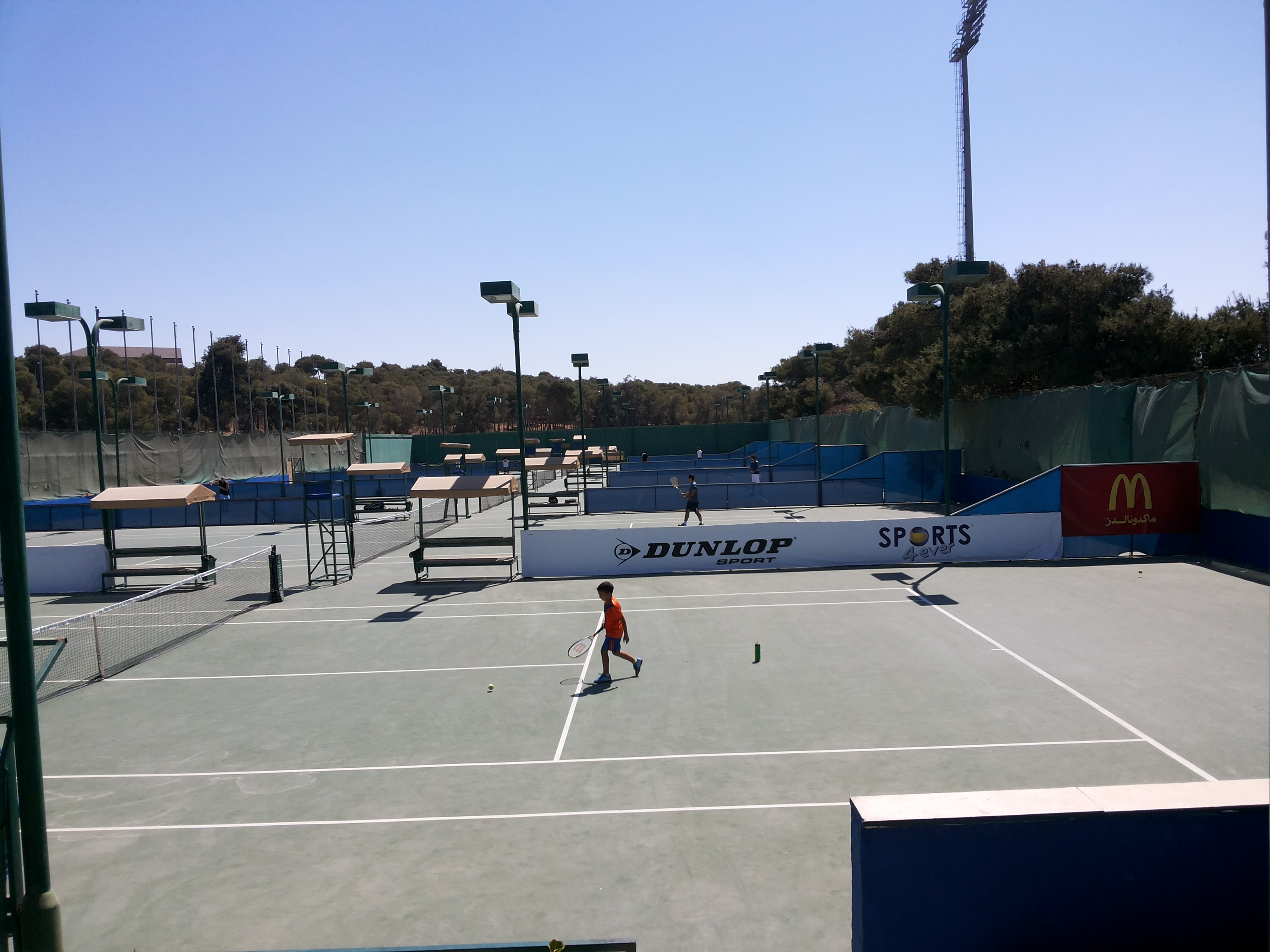
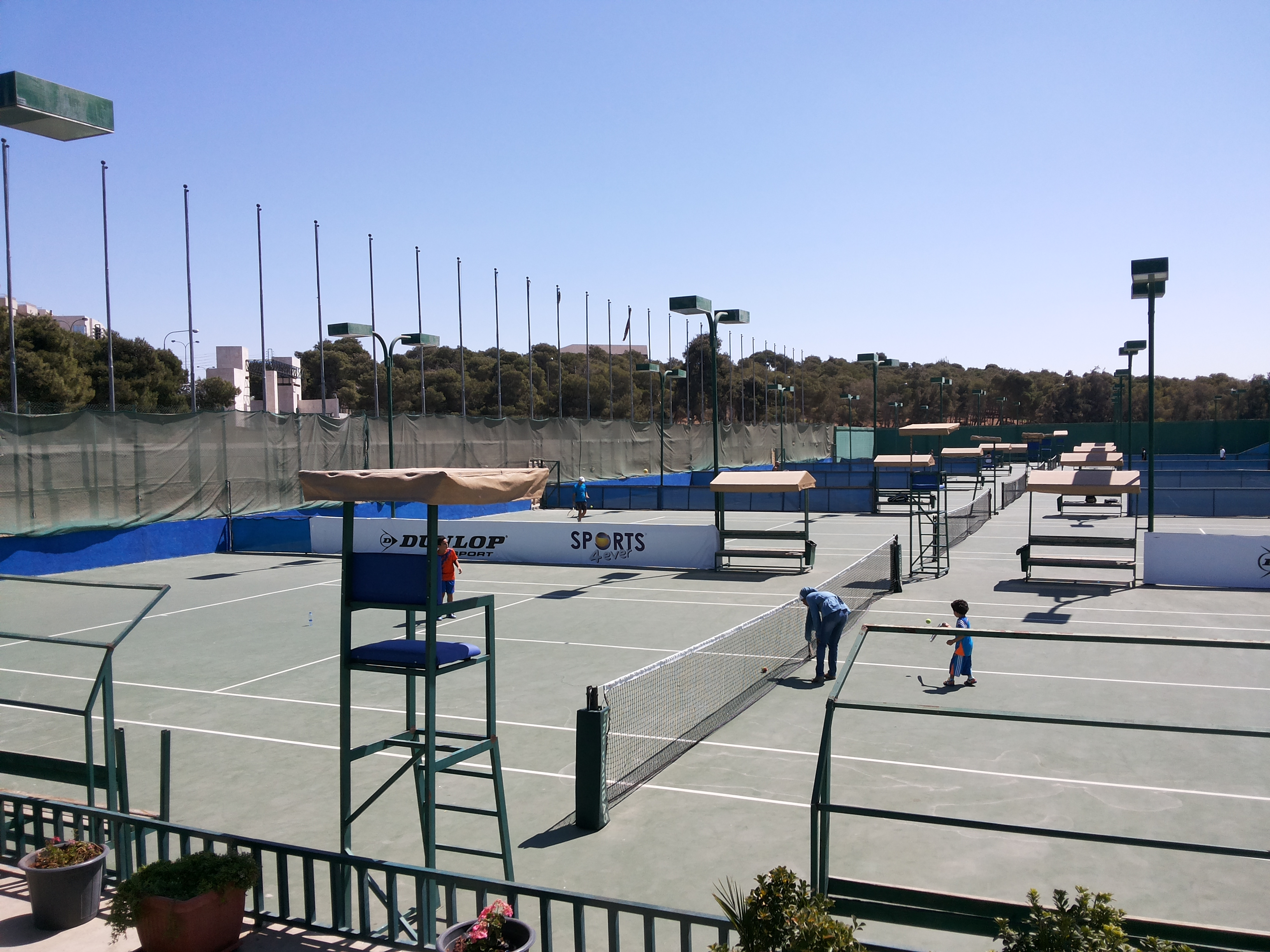